# 30441 Curly
30441 Curly este un asteroid din centura principală de asteroizi.

## Descriere
30441 Curly este un asteroid din centura principală de asteroizi. A fost descoperit pe 24 iunie 2000 la Reedy Creek de John Broughton. El prezintă o orbită caracterizată de o semiaxă mare de 3,13 ua, o excentricitate de 0,16 și o înclinație de 6,5° în raport cu ecliptica.